# Сварник Галина Іванівна
Галина Іванівна Сварник (нар. 21 червня 1959, Львів) — українська архівістка, завідувачка Науково-дослідного відділу історичних колекцій Львівської національної наукової бібліотеки України імені Василя Стефаника (2004—2016), автор понад 200 наукових публікацій.. Дійсний член НТШ (2019).

## Біографія
Сфера наукових інтересів: археографія, джерелознавство, історія України, україніка за кордоном, літературознавство, художній переклад. До сфери зацікавлень входять також: історія рукописних та книжкових збірок, зокрема, Бібліотеки НТШ. Персоналістика, епістолярна спадщина.
Досліджувала україніку за кордоном, історію рукописних та книжкових збірок, зокрема, рукописних збірок Бібліотеки Наукового товариства ім. Шевченка у Львові. Підготувала близько 10 науково-довідкових видань, путівників по фондах, збірників документів та листування, переклала низку художніх творів та історичних джерел з німецької та польської мов.
Упорядкувала разом з Євгеном Місилом архів Дмитра Донцова, який розміщується в Національній бібліотеці у Варшаві — в основному матеріали редакції «Літературно-наукового вісника», також його особисте листування, паспорт часів ЗУНР.

## Публікації
Основні публікації за 2003—2005:
- В'ячеслав Липинський. Листування. Том 1. (А-Ж). — Київ-Філадельфія, 2003. — 960 с. / У складі редколегії.
- Спогади про Ангелину Василівну Кабайду-Саєнчук // Українське літературознавство. — Львів, 2003. — Вип. 66. — С. 284—292.
- Лист Ангелини Кабайди до Галини Букоємської-Більчук у Холм / Підготовка до публікації і передмова Галини Сварник // Там само. — С. 306—309.
- З Волині до Галичини // Дзвін. — Львів, 2003. — Ч. 10 . — 73-78.
- Дмитро Донцов у невідомих документах 1890—1945 рр. з Національного архіву Канади // Воля і Батьківщина. — Львів, 2003. — Ч. 1-2. — С. 173—186.
- Центральний державний історичний архів України, м. Львів. Путівник / Автори-упорядники: Ольга Гнєвишева, Уляна Єдлінська, Діана Пельц, Галина Сварник, Іван Сварник, Надія Франко. Загальна редакція Галини Сварник.- Львів-Перемишль, 2003. — 500 с.
- Архівна спадщина Дмитра Донцова // До джерел. Збірник наукових праць на пошану Олега Купчинського з нагоди його 70-річчя. -Київ-Львів, 2004. — Т. І. — С. 455—477.
- Олена Отт-Скоропадська. Остання з роду Скоропадських/ Переклад з німецької мови Галини Сварник . — Львів, 2004. — 470 с.
- Історія очима українок (Рец. на: Віра — Надія — Любов. Том 2 / За редакцією Марії Паньків. — Варшава: Український Архів, 2005. — 360 с.) // Наше слово. — Варшава, 2005. — Серпень.
- Архів без білих рукавичок: [Інтерв'ю] // Поступ. — 2005. — № 91 (1700). — 26 квітня. Передрук: Проблеми збереження музейної та архівної спадщини в сучасній Україні у контексті втрат львівського архіву. — К., 2005. — С.20-24.
- Документи і матеріали Михайла Грушевського у фондах Центрального державного історичного архіву України у Львові. Каталог / Упорядник: Оксана Мартиненко, редактор: Галина Сварник. — Львів, 2005. — 230 с.
- Архівні та рукописні збірки Наукового товариства ім. Шевченка в Національній бібліотеці у Варшаві. Каталог-інформатор. — Варшава-Львів-Нью-Йорк, 2005. — 352 с.
- Ярослав Дашкевич: біобібліографічний покажчик / уклад. М. Кривенко ; авт. вступ. ст. А. Содомора ; наук. ред. Л. Ільницька ; упор. ілюстр. Г.Сварник / НАН України, Львів. наук. б-ка ім. В. Стефаника. — Львів: ЛНБ ім. В. Стефаника, 2006. — 263 с. : іл.
- Листи Михайла Грушевського до Михайла Мочульського: (1901—1933) / упоряд. Роман Дзюбан ; наук. ред. Г. Сварник ; відп. ред. серії Л. Головата; НАН України, Львів. наук. б-ка ім. В. Стефаника, Центральний держ. іст. архів України, м. Львів. — Львів, 2004. — 153 с. : іл. — (Епістолярій).
- Львівська національна наукова бібліотека України імені В. Стефаника: переміщення і втрати фондів: збірник документів і матеріалів / упоряд. Г. Сварник (керівник) … та ін. ; наук. ред. Я. Дашкевич, М. Романюк, Г. Сварник ; НАН України, Львів. нац. наук. б-ка України імені В. Стефаника, Науково-дослідний відділ історичних колекцій. — Львів: ЛННБ України ім. В. Стефаника, 2010. — Т. 1: 1939—1945. — 620 с. — (Джерелознавча серія).
- Науково-дослідний відділ історичних колекцій / Галина Сварник // Записки Львівської національної наукової бібліотеки України імені В. Стефаника: зб. наук. праць / НАН України, Львів. нац. наук. б-ка України імені В. Стефаника ; редкол. : М. М. Романюк (гол. ред.) та ін. — Львів, 2010. — Вип. 2 (18). — С. 512—524.
- Історичні колекції Львівської національної наукової бібліотеки України імені В. Стефаника: з досвіду вивчення та наукової реконструкції / Маргарита Кривенко, Галина Сварник. — Львів, 2014. — 212 c.
- Книгозбірня й архів Дмитра Донцова крізь призму долі власника / Галина Сварник ; НАН України, ЛННБ України ім. В. Стефаника, Відділ рукописів. — Львів, 2019. — 120 с.

## Нагороди
Нагороджена відзнакою Львівської міської ради імені Олени Степанівни «за самовіддану й жертовну громадську, наукову, дослідницьку і культурно-просвітницьку діяльність, вагомий внесок у популяризацію історії боротьби українців за соборну українську державу».